# Соперничество футбольных клубов «Миллуолл» и «Вест Хэм Юнайтед»
Соперничество между футбольными клубами «Вест Хэм Юнайтед» и «Миллуолл», также известное, как «Дерби Докеров» — одно из самых значительных футбольных противостояний в британском и одно из семи в лондонском футболе. Данное противостояние считается одним из самых жестоких в Европе. Статус дерби матчам между этими командами придаёт близость районов, в которых располагаются клубы (оба базируются в Ист-Энде) и исторически сложившаяся неприязнь вражда между болельщиками.

## История противостояния
Первая драка болельщиков двух команд случилась во время матча в 1906 году. А 1926 считается годом начала великой ненависти между фанатами «Вест Хэма» и «Миллуолла». Тогда в Англии случилась всеобщая забастовка, участниками которой были и болельщики «Вест Хэмa». Население Isle of Dogs (Остров Собак), района Ист-Энда, где был основан «Миллуолл», забастовку не поддержало.

## Восточнолондонское дерби в кинематографе
- Хулиганы Зелёной улицы
- Фирма (фильм, 1988)
- Фирма (фильм, 2009)